# Distretto di Doğanhisar
Il distretto di Doğanhisar (in turco Doğanhisar ilçesi) è uno dei distretti della provincia di Konya, in Turchia.